# Пешчана ајкула
Пешчана ајкула (Carcharhinus plumbeus) је рушљориба из реда Carcharhiniformes и фамилије Carcharhinidae.

## Угроженост
Ова врста се сматра рањивом у погледу угрожености врсте од изумирања.

## Распрострањење
Ареал врсте Carcharhinus plumbeus обухвата светске океане у топлим и умереним зонама. 
Врста је присутна у следећим државама: Кина, Аустралија, Бразил, Мексико, Турска, Јапан, Тунис, Аргентина, Венецуела, Шпанија, Италија, Грчка, Индија, Индонезија, Египат, Либија, Мароко, Нигер, Нигерија, Камерун, Јужноафричка Република, Мадагаскар, Танзанија, Панама, Хондурас, Португал, Словенија, Хрватска, Малта, Белизе, Куба, Бахамска острва, Тринидад и Тобаго, Бенин, Зеленортска острва, Екваторијална Гвинеја, Габон, Гана, Гвинеја, Либерија, Маурицијус, Сенегал, Сејшели, Того, Либан, Оман, Сирија, Сједињене Америчке Државе, Колумбија, Иран, Ирак, Судан, Грузија, Обала Слоноваче, Еритреја, Гвинеја Бисао, Уругвај, Хонгконг, Боливија, Уједињено Краљевство, Барбадос, Алжир и Канада.

## Станиште
Морски екосистеми до дубине од 280 метара, обично мање.

## Начин живота
Број младунаца које женка доноси на свет је обично 4-10. 
Ова врста је вивипарна.